# انواع آنتن
در سیستم‌های رادیویی، انواع آنتن گوناگونی با ویژگی‌های خاص برای کاربردهای خاص استفاده می‌شود. آنتن‌ها را به روش‌های مختلفی می‌توان طبقه‌بندی کرد. لیست زیر گروه‌های مختلفی از آنتن‌ها را بر اساس اصول عملیاتی مشترک، به دنبال نحوه طبقه‌بندی آنتن‌ها در بسیاری از کتاب‌های درسی مهندسی.

## همسانگرد
آنتن همسانگرد (تابش‌کننده همسانگرد) یک آنتن فرضی است که توان سیگنال هم اندازه‌ای در همه جهت‌ها تابش می‌کند. این یک مدل ریاضی است که به عنوان مبنای مقایسه برای محاسبه جهت یا بهره آنتن‌های واقعی استفاده می‌شود. هیچ آنتن واقعی نمی‌تواند الگوی تابشی همسانگرد داشته باشد، اما الگوی تابشی همسانگرد به عنوان مرجع برای مقایسه شدت تابش آنتن‌های دیگر، صرف نظر از نوع، بکار می‌رود.

## دو قطبی

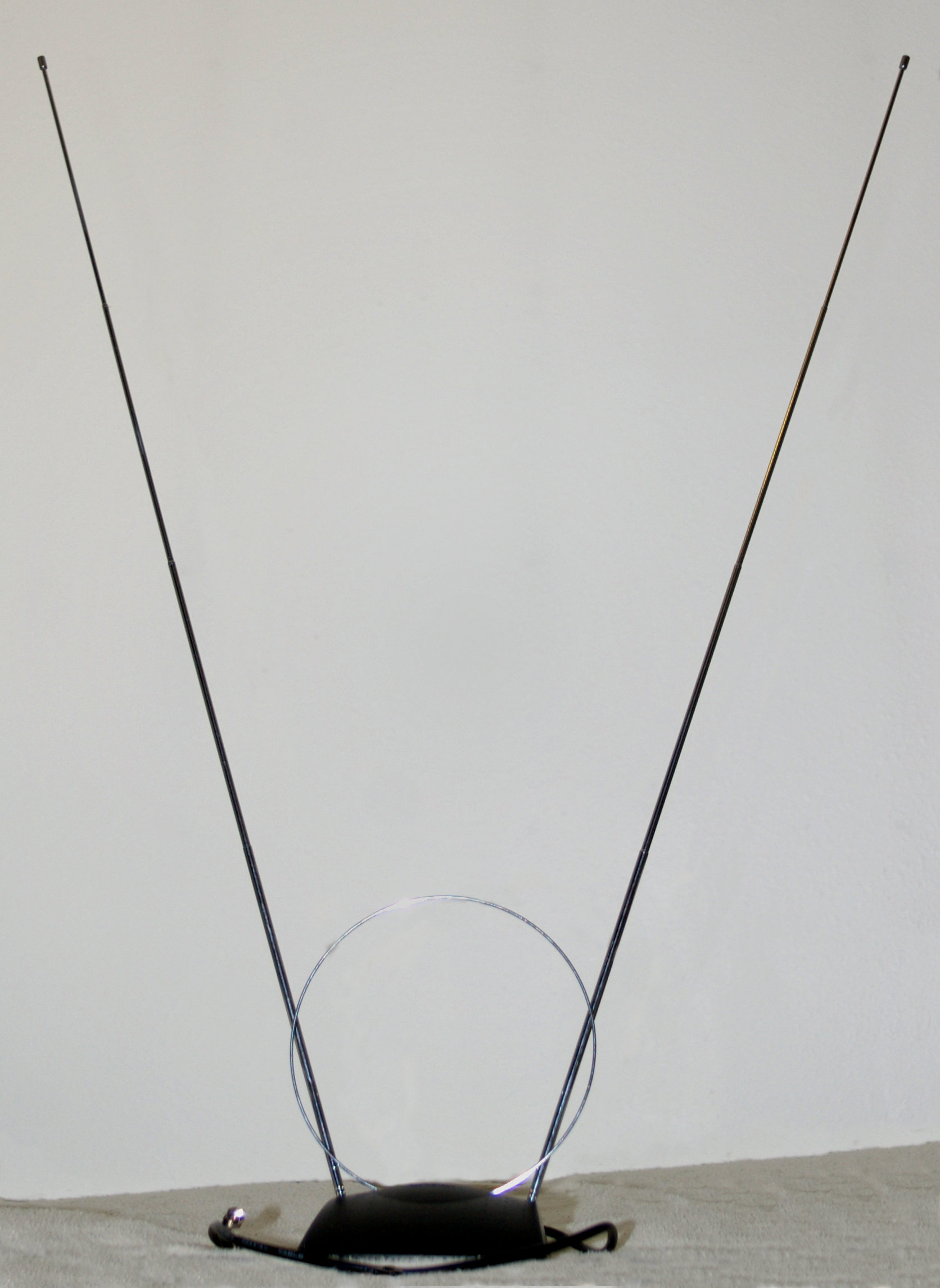
آنتن نوع دو قطبی «گوش خرگوش» با دریافت VHF تلویزیون
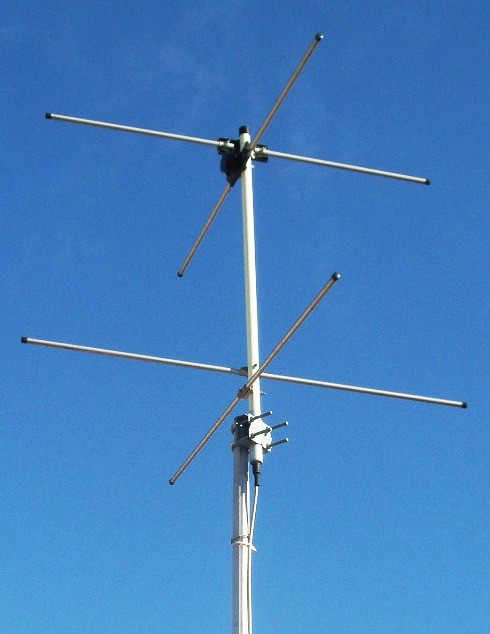
آنتن چرخشی ماهواره‌ای گردان برای دریافت داده‌های ماهواره‌ای آب و هوا، ۱۳۷ مگاهرتز دارای قطبش مدور.
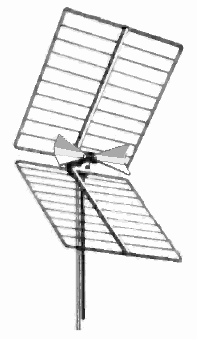
آنتن تلویزیون UHF بازتابنده گوشه با المان راه‌انداز دوقطبی «پاپیونی» در مرکز آن قرار دارد.

دو قطبی آنتن نمونه‌ای است که طبقه بزرگی از آنتن‌ها برمبنای آن‌ها هستند. یک آنتن دو قطبی اساسی شامل دو هادی (معمولاً میله فلزی یا سیم) است که به‌صورت متقارن ردیف شده‌اند که یک طرف آن از خطوط انتقال متعادل از فرستنده یا یک گیرنده به هر کدام متصل‌شده‌است. متداول‌ترین نوع آن دوقطبی نیم-موج است که شامل دو عنصر رزونانس در طول یک چهارم طول‌موج است. این آنتن تابشی حداکثری در جهت عمود بر محور آنتن دارد و بهره جهتی کوچک 2.15 dBi اگرچه دوقطبی‌های نیم‌موج به تنهایی به عنوان آنتن‌های همه‌کاره استفاده می‌شوند، اما آن‌ها همچنین بلوک ساختاری بسیاری از آنتن‌های جهت‌دار پیچیده دیگر هستند.

## تک قطبی

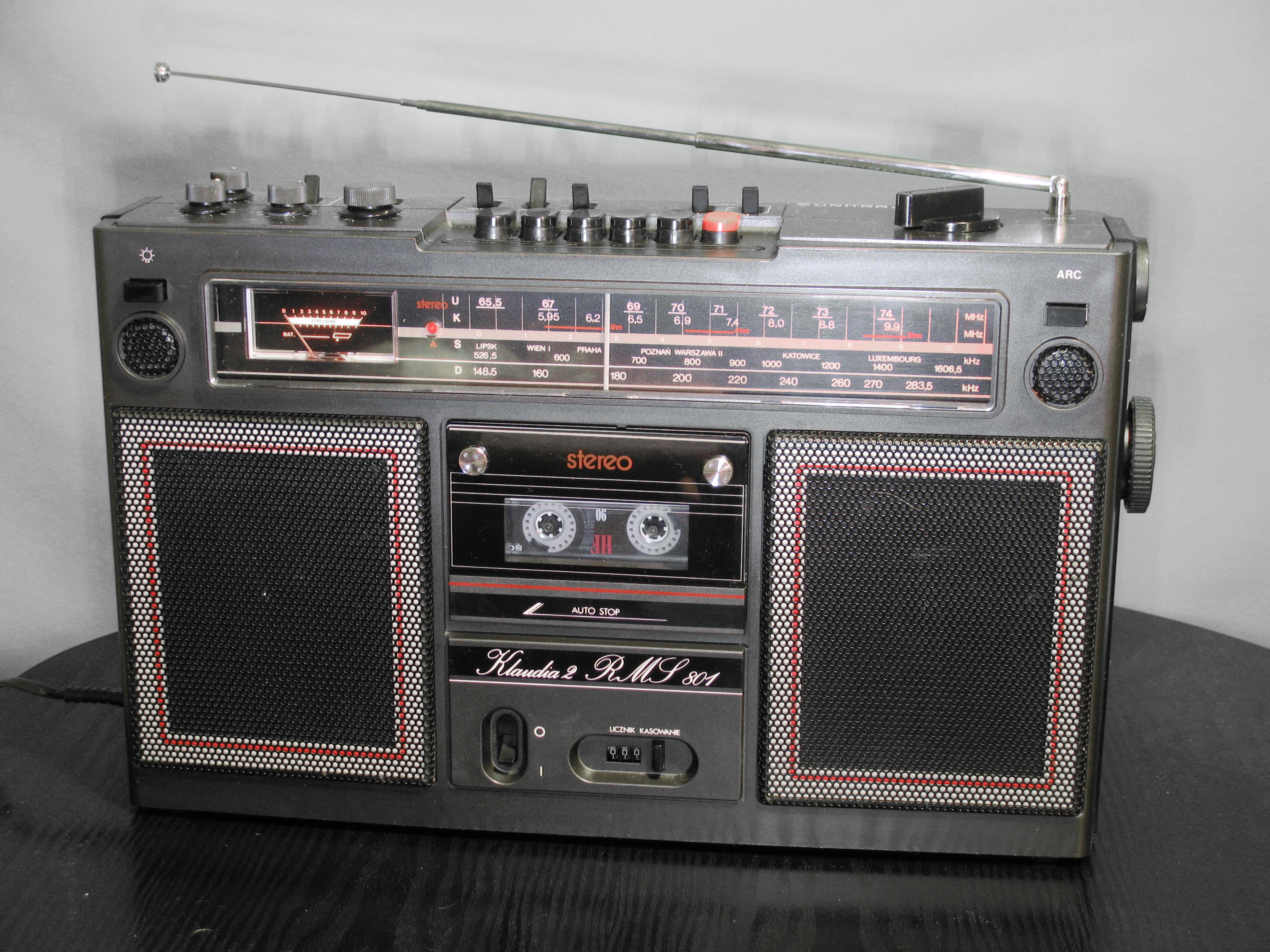
آنتن شلاق یک‌چهارم طول موج در رادیوی FM برای ۸۸-۱۰۸ مگاهرتز
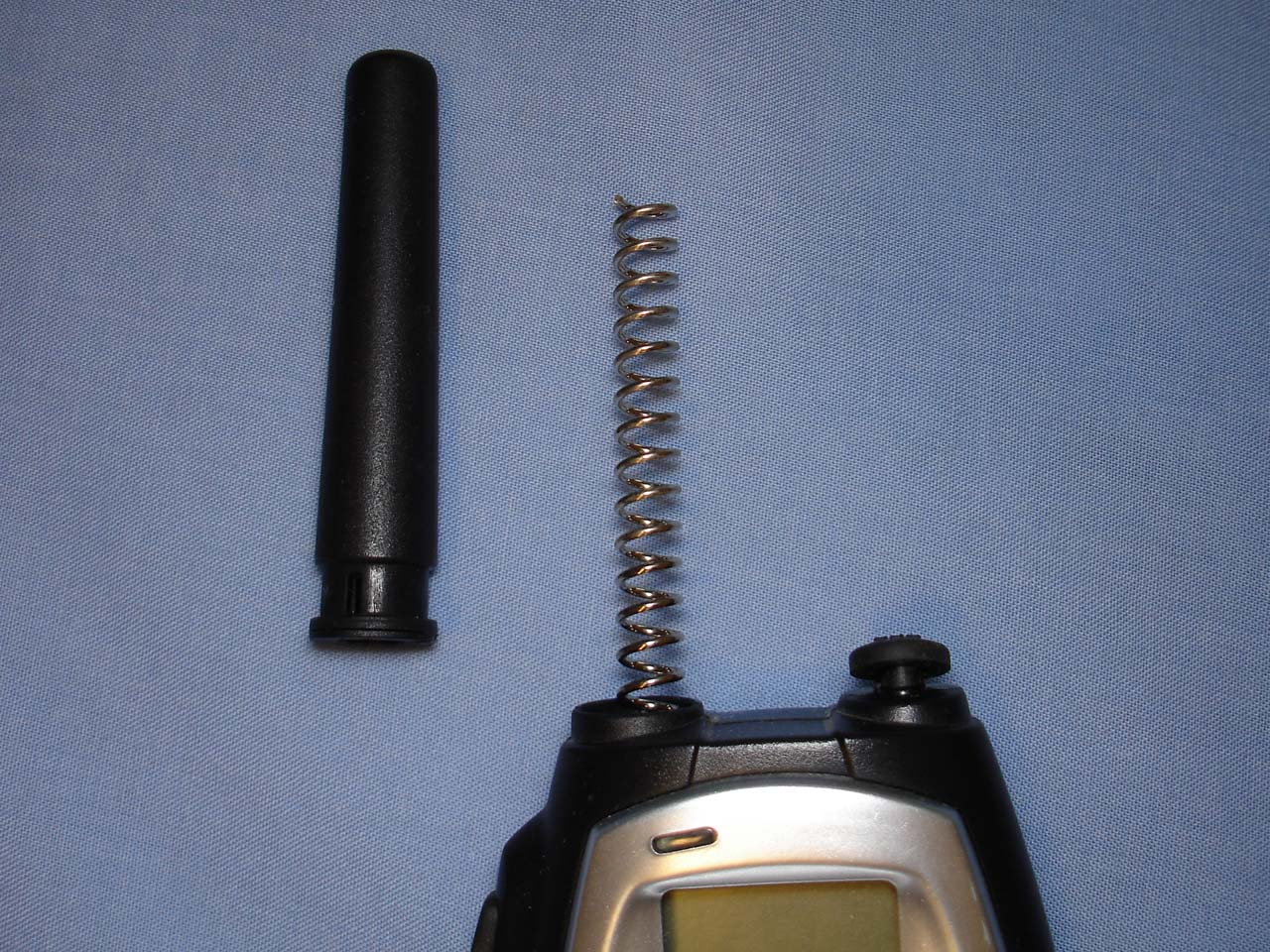
آنتن لاستیکی لاستیکی UHF در 446 MHz تاکی-مچی با پوشش لاستیکی برداشته شده‌است.
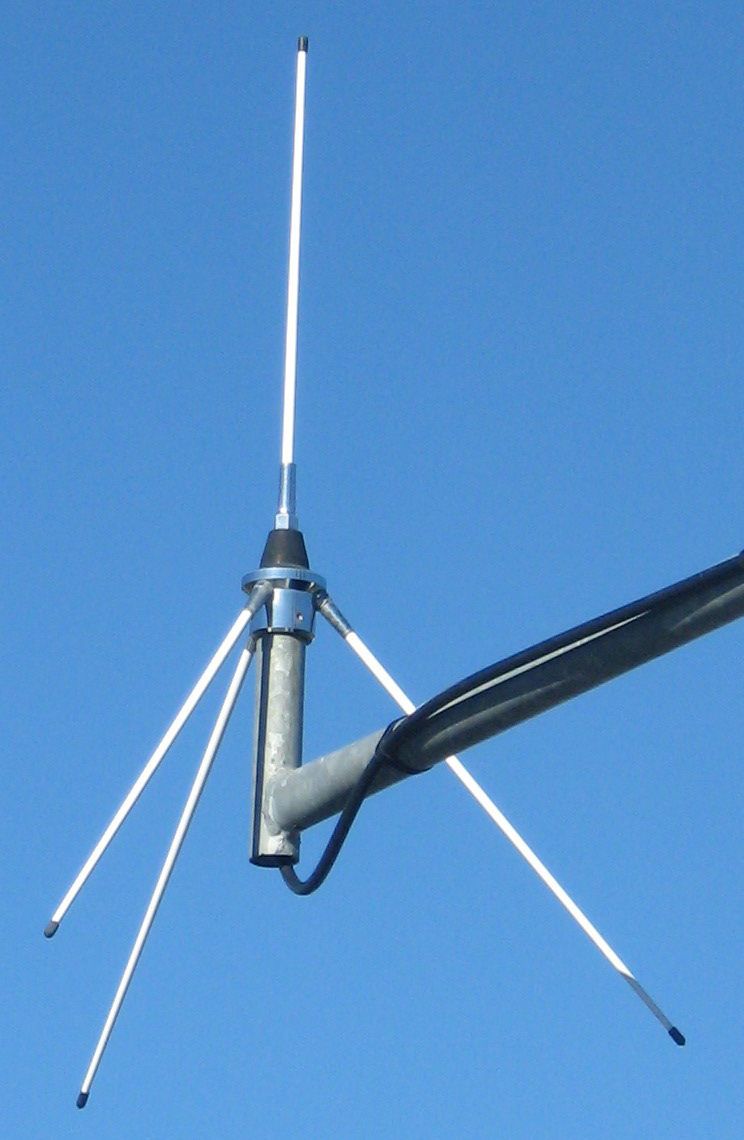
آنتن صفحه زمینی VHF
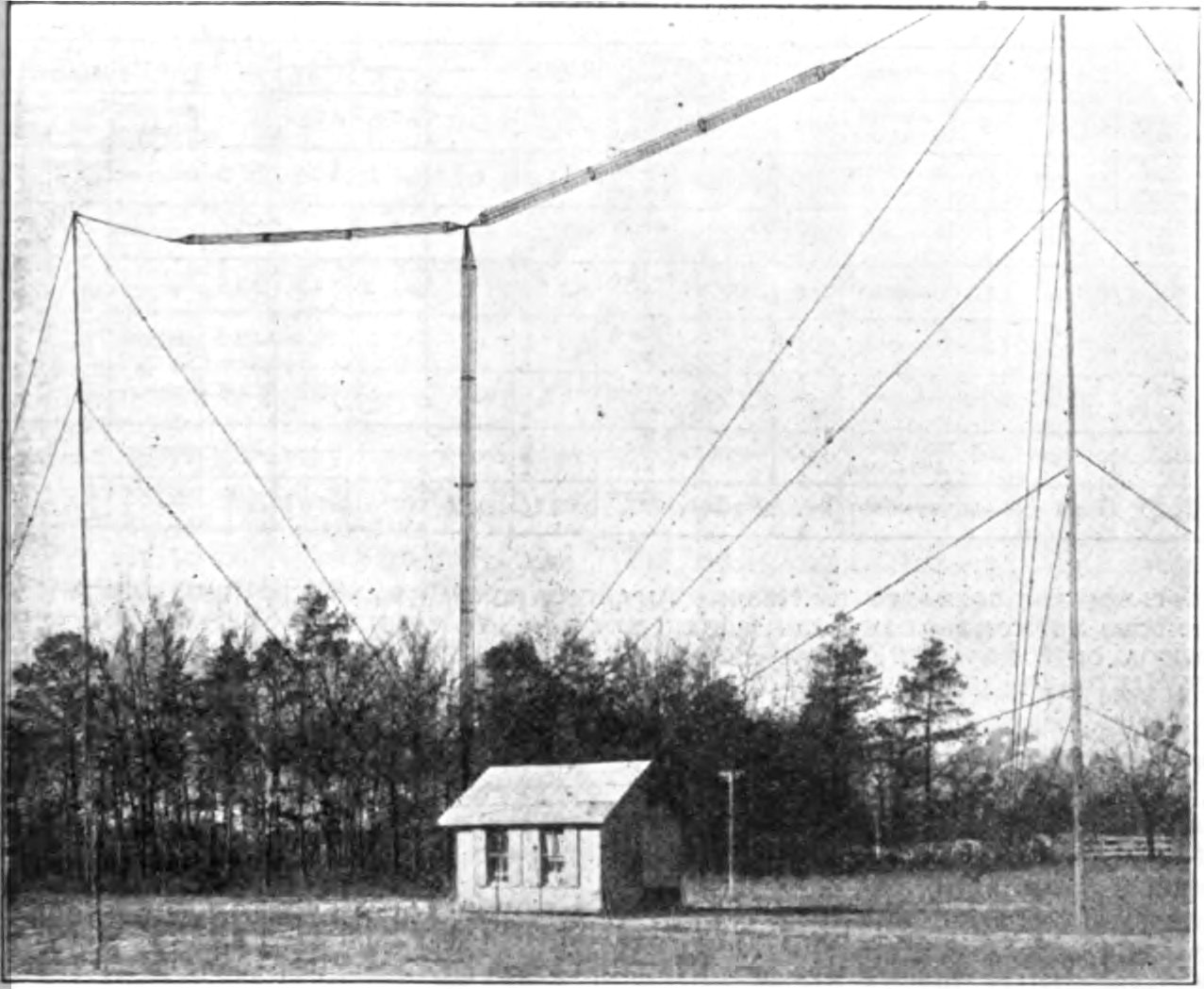
آنتن T ایستگاه رادیویی آماتور، ۸۰ فوت بالا، در ۱٫۵ مگاهرتز استفاده می‌شود
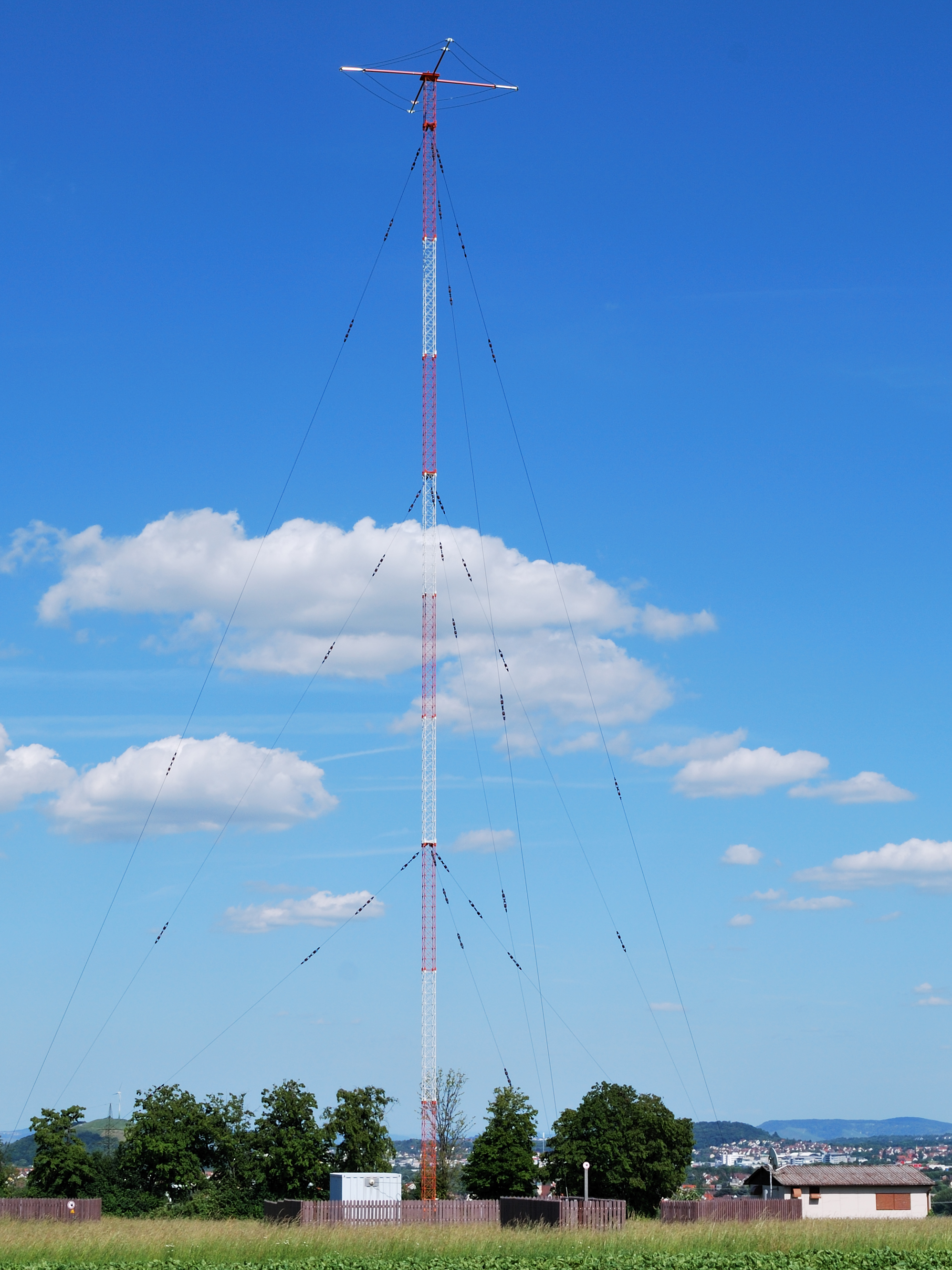
آنتن رادیاتور ایستگاه رادیویی AM با موج متوسط ، آلمان

 یک آنتن تک قطبی از یک هادی منفرد مانند میله فلزی تشکیل شده‌است، که معمولاً روی زمین یا یک سطح رسانا مصنوعی (به اصطلاح صفحه زمین) نصب می‌شود. یک طرف خط انتقال از گیرنده یا فرستنده به سیم رسانا وصل می‌شود و طرف دیگر به زمین یا صفحه زمین مصنوعی. به نظر می‌رسد امواج رادیویی منعکس شده از صفحه زمین از یک آنتن مجازی زیر زمین ناشی می‌شوند، به این صورت که تک قطبی و تصویر آن یک دوقطبی تشکیل می‌دهد، بنابراین آنتن تک‌قطبی دارای الگوی تابش یکسان با نیمه بالایی دارد و با یک آنتن دوقطبی مشابه است. از آن‌جایی که تمام پرتوهای معادل دو قطبی در نیم فضا متمرکز شده‌اند ، آنتن بهره دو برابری (افزایش 3 dB) نسبت به دوقطبی مشابه، بدون در نظر گرفتن تلفات در صفحه زمین دارد.

## آرایه

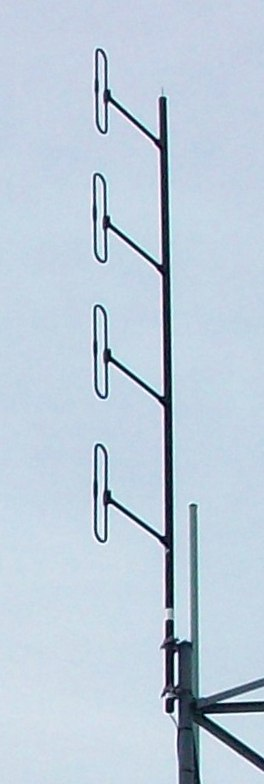
آرایه کولینر VHF دوقطبی تاشده
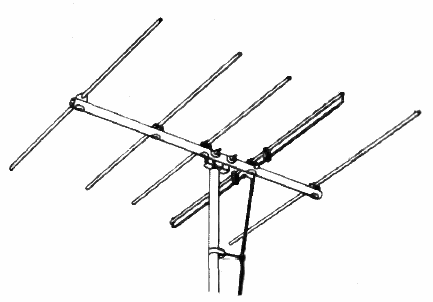
آنتن تلویزیونی یاگی برای کانال‌های آنالوگ ۲-۴، ۴۷-۶۸ مگاهرتز
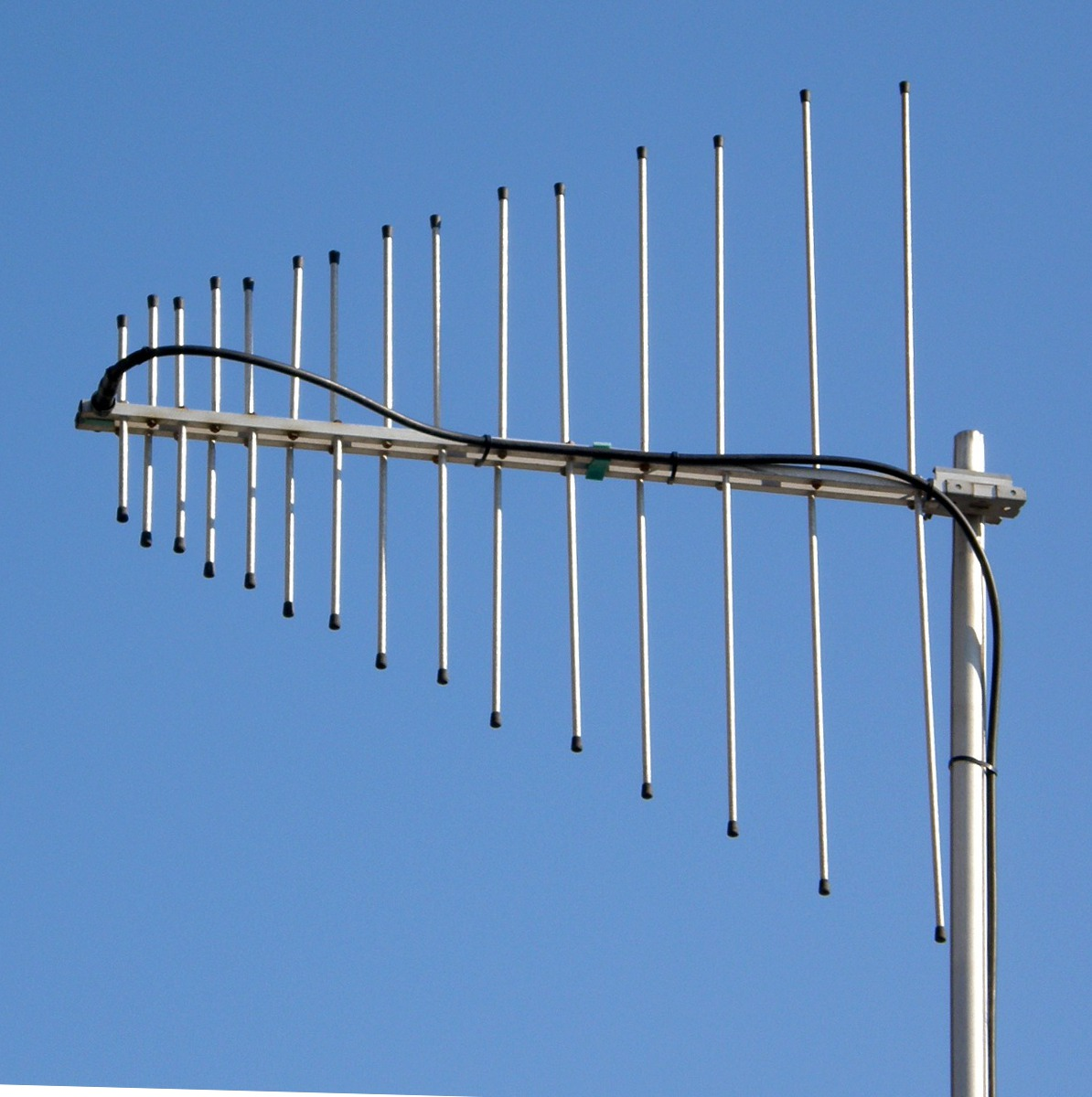
آرایه دو قطبی آنتن لگاریتمی تناوبی که ۱۴۰-۴۷۰ مگاهرتز را پوشش می‌دهد
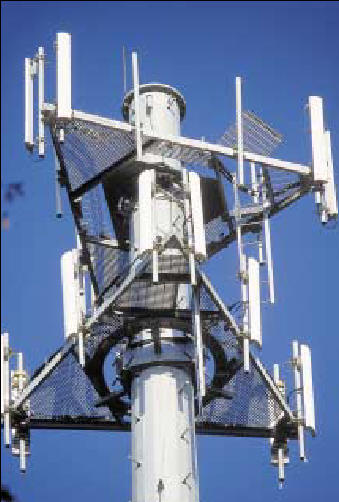
آنتن‌های قطاعی (میله‌های سفید) روی برج تلفن همراه. دو قطب‌های خطی، این پرتوهای صاف و پنجه‌ای شکل تابش می‌کنند.
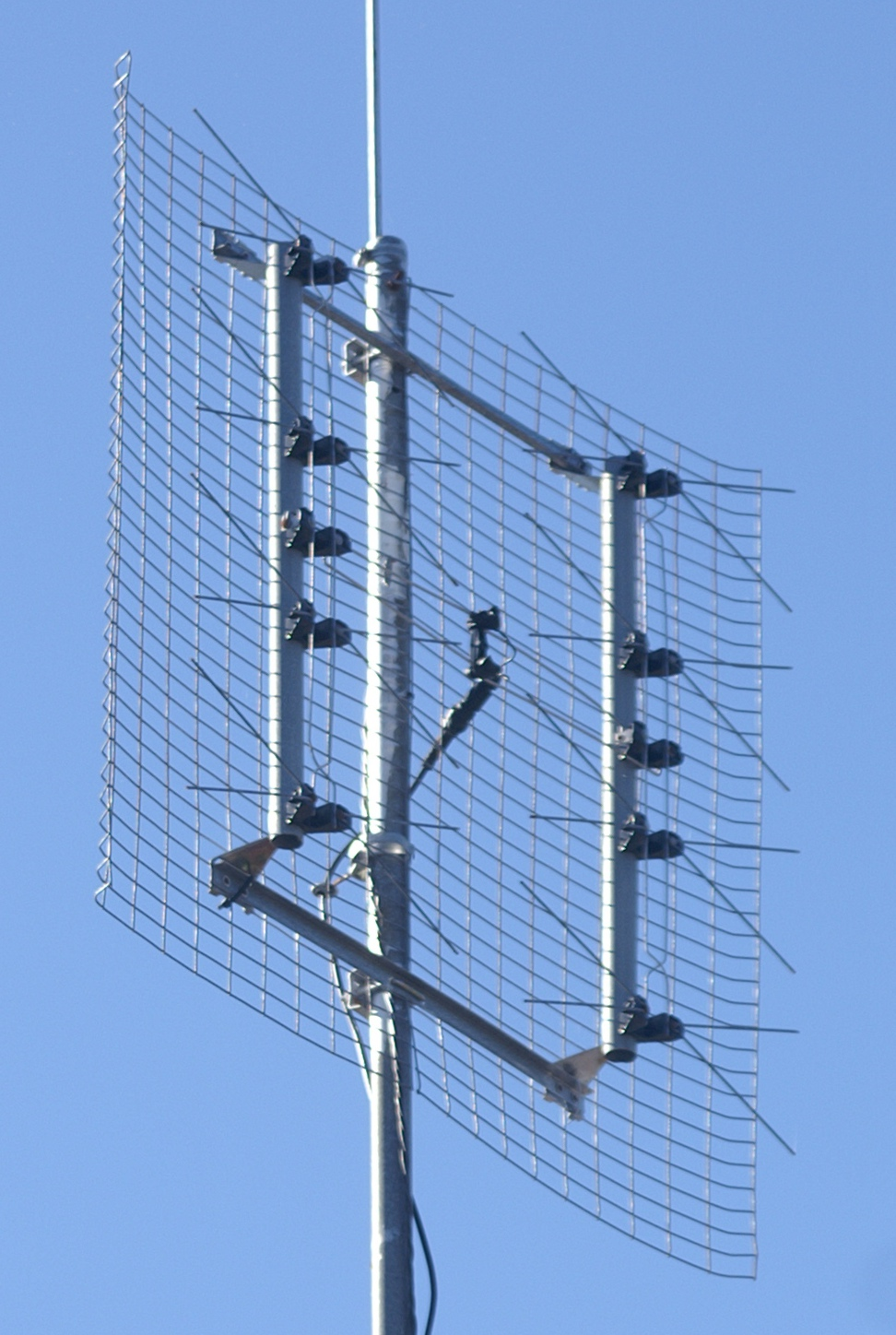
آنتن تلویزیون آرایه بازتابنده UHF، با دوقطبی‌های پاپیونی برای پوشش باند UHF 470-890 MHz
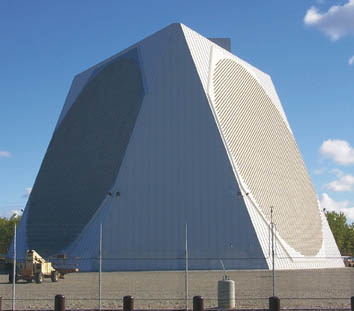
PAVE PAWS آنتن رادار آرایه‌ای نیروی هوایی ایالات متحده را برای ردیابی موشک‌های بالستیک، آلاسکا. دو آرایه دایره‌ای هر یک از ۲۶۷۷ آنتن قطبی متقاطع تشکیل شده‌است.
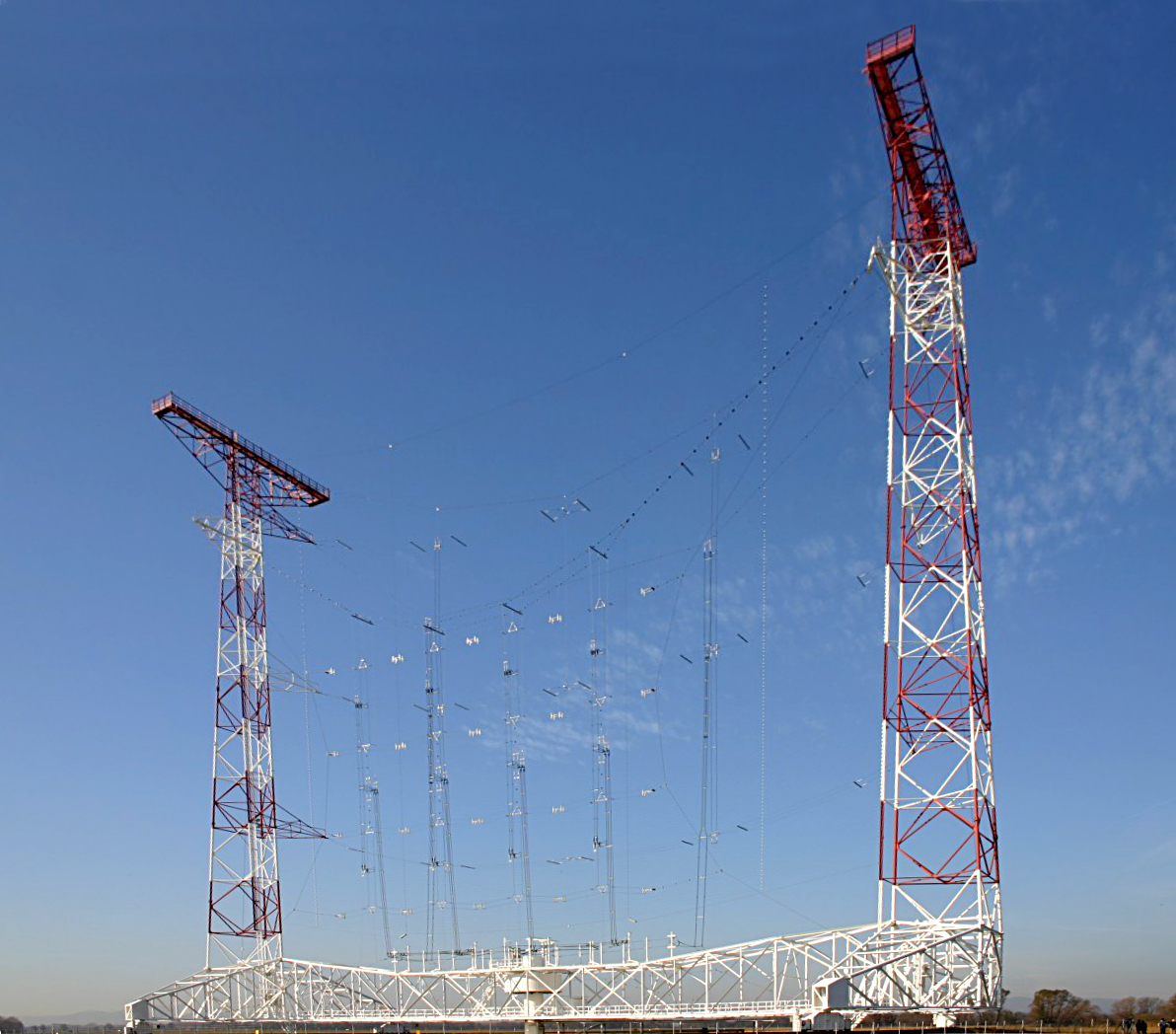
آنتن آرایه‌ای پرده که موج کوتاه را انتقال می‌دهد، اتریش. سیم دوقطبی‌ها بین برج‌ها به حالت تعلیق درآمده‌اند
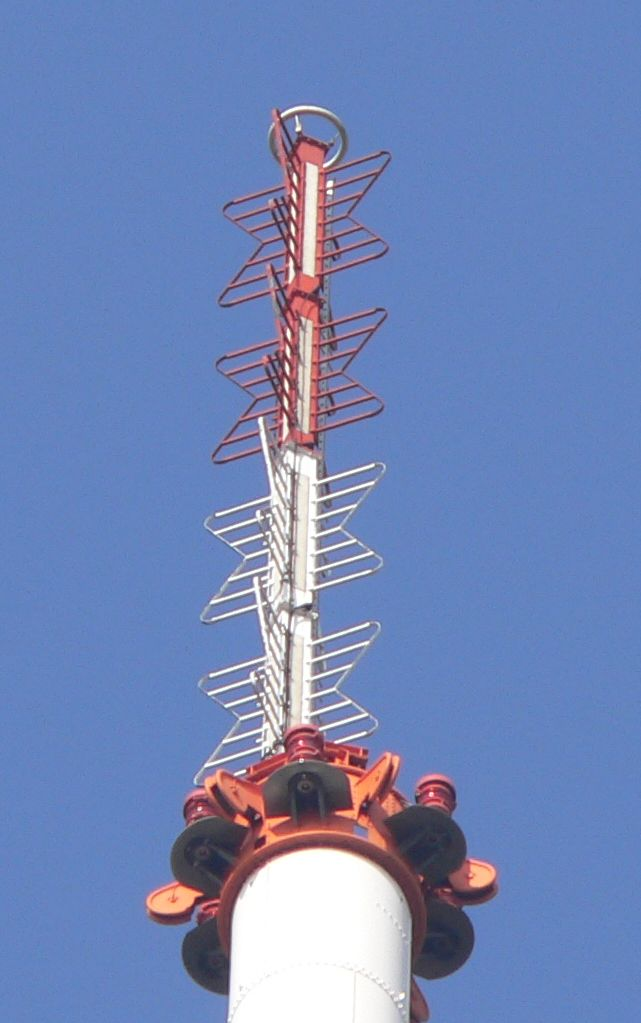
آنتن Four-bay batwing پخش تلویزیونی، آلمان.

آنتن‌های آرایه شامل چندین آنتن ساده هستند که به صورت یک آنتن مرکب با هم کار می‌کنند. آرایه‌های گسترده از چندین عنصر تحریکی (عنصری از آنتن که مستقیماً به خط انتقال متصل شده‌است) تشکیل‌شده‌است که معمولاً دوقطبی هستند که به صورت هم‌فاز تغذیه می‌شوند و یک پرتو عمود بر صفحه آنتن تابش می‌کنند. آرایه‌های سرتاب (Endfire arrays) ناهم‌فاز تغذیه می‌شوند و اختلاف فاز متناسب با فاصله بین آن‌ها است. آن‌ها درون صفحه آنتن تابش می‌کنند. آرایه‌های پارازیتی شامل چندین آنتن، معمولاً دوقطبی، با یک عنصر تحریکی و بقیه عناصر پارازیتی است که یک پرتو را در امتداد خط آنتن‌ها تابش می‌کنند.
- یاگی یودا - یکی از متداول‌ترین آنتن‌های جهت‌دار در فرکانس HF ,VHF و UHF است. شامل چند قطعه عناصر دوقطبی نیم‌موج در یک خط، با یک عنصر تحریکی واحد و چند عنصر پارازیتی است که در ایجاد آنتن یک جهته یا پرتویی کمک می‌کنند. این‌ها، بسته به تعداد عناصر استفاده شده و بودن در باند بسیار باریک (با پهنای باند قابل استفاده تنها چند درصد)، معمولاً بین 10-20 دسی‌بل بهره دارند، اگرچه طرح‌های برگرفته‌ای که این محدودیت را کمتر می‌کنند، نیز وجود دارند. استفاده برای آنتن‌های تلویزیونی پشت بام، پیوندهای مخابراتی نقطه به نقطه و ارتباط موج کوتاه از راه دور با استفاده از بازتاب امواج آسمانی («بالا و پایین») از یونوسفر.

## حلقه
آنتن‌های حلقوی از یک حلقه (یا سیم‌پیچ) سیم تشکیل شده‌اند. آنتن‌های حلقه‌ای به‌جای میدان الکتریکی آن، مستقیماً با میدان مغناطیسی موج رادیویی تعامل دارند و باعث می‌شوند تا در حدود یک ربع موج، آنتن نسبت به نویز الکتریکی نسبتاً غیرحساس باشند. در اصل دو دسته گسترده آنتن حلقه‌ای وجود دارد: حلقه‌های بزرگ (یا حلقه های تمام موج) و حلقه‌های کوچک. فقط یک طرح آنتن «هاله» که معمولاً حلقه نامیده می‌شود، در دسته بزرگ یا کوچک حلقه قرار نمی‌گیرد.

## مخروطی
- آنتن دوتایی یک آنتن دوقطبی-مانند است که از دو مخروط ساخته شده‌است، در امتداد همان محور و جهت‌گیری نوک به نوک.
- آنتن پروانه ای یک آنتن دوتایی (مسطح) دوقلوی است.

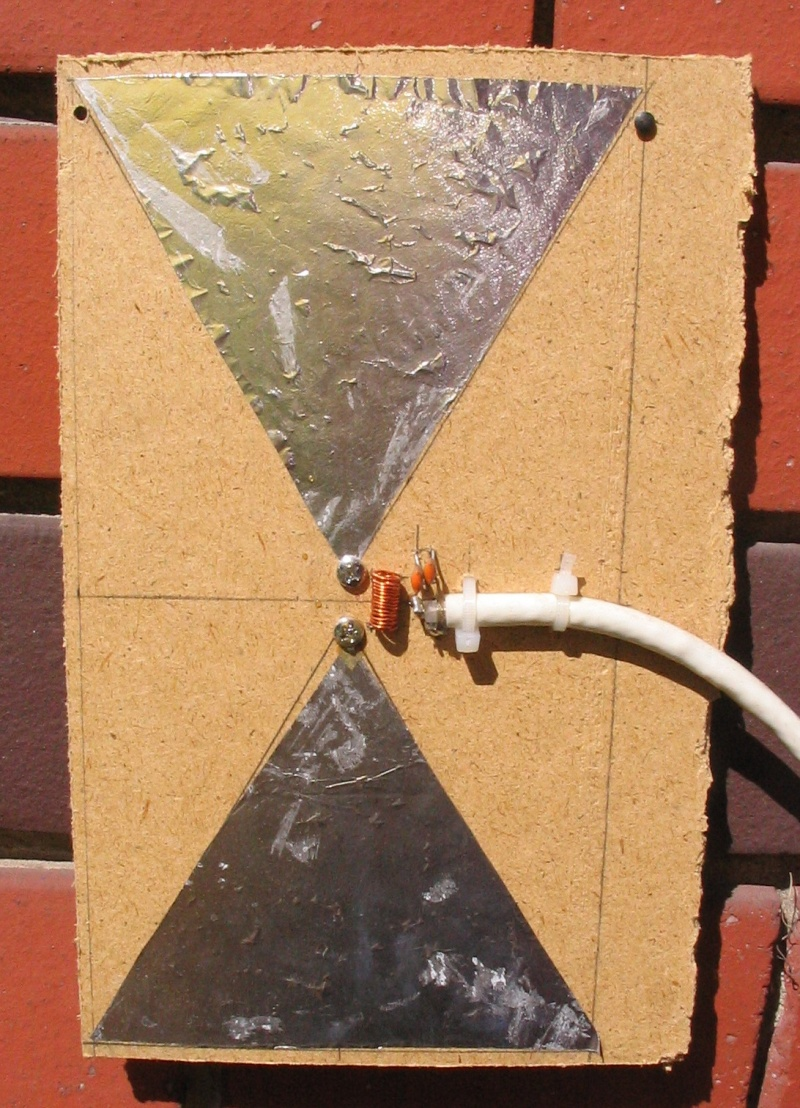
یک آنتن پروانه‌ای

- آنتن دیسک-مخروطی نیمی از مخروط دوتایی است که یک دیسک صاف در بالای مخروط نصب شده‌است

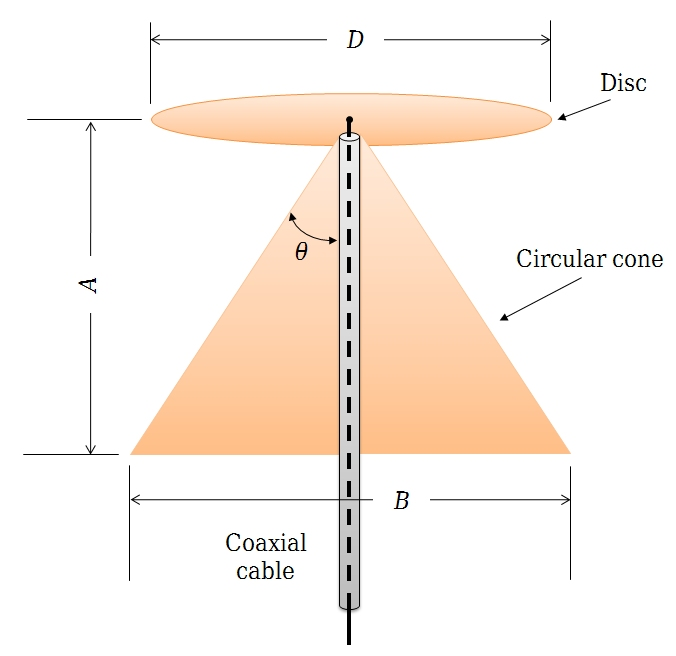
ابعاد آنتن دیسک-مخروطی

## دیافراگم

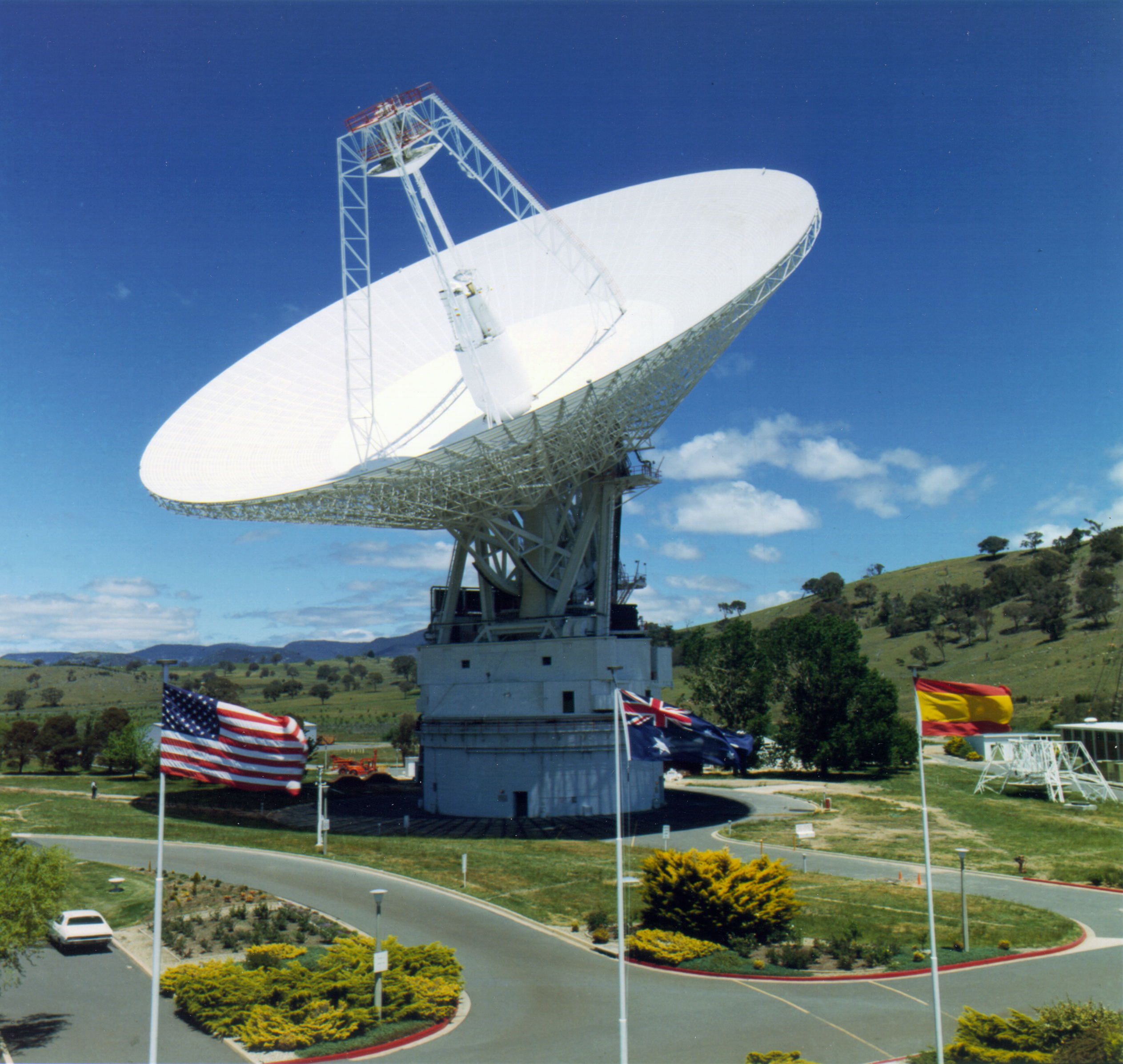
آنتن ارتباطات فضاپیمایی سهمی‌وار کاسه گرین ناسا، استرالیا. از باند X، ۸ - ۱۲ گیگاهرتز استفاده می‌کند، بهره بسیار بالا 70 dBi.
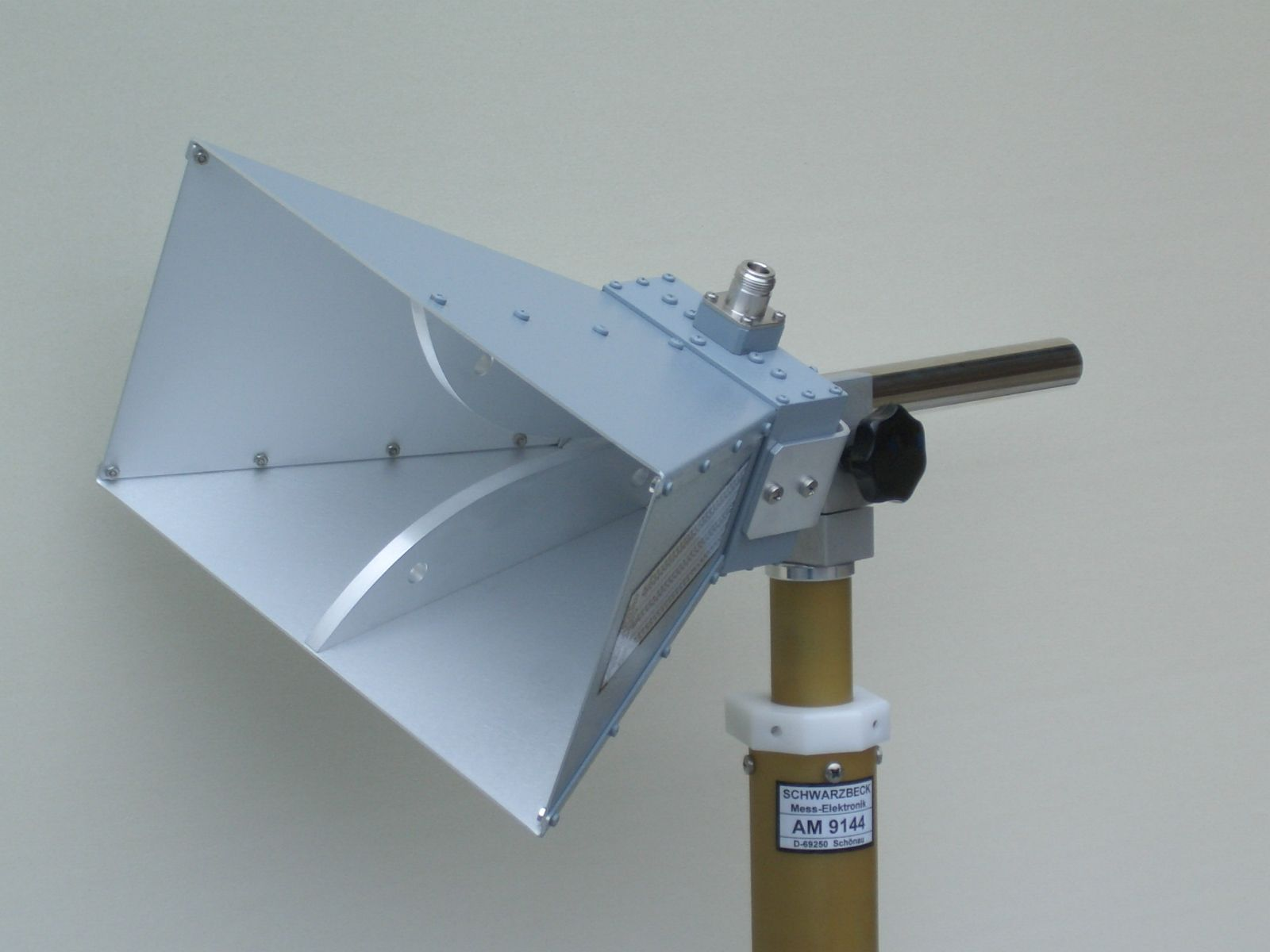
پهنای باند آنتن شاخ مایکروویو ۰٫۸-۱۸ گیگاهرتز
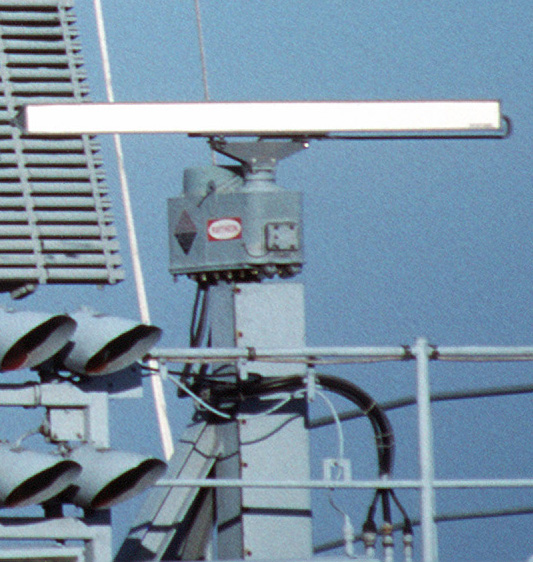
آنتن شکاف راداری دریایی باند X، در کشتی، ۸ - ۱۲ گیگاهرتز
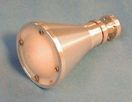
آنتن لنز دی‌الکتریک مورد استفاده در رادیو تلسکوپ موج میلی متر

 آنتن‌های دیافراگمی نوع اصلی آنتن‌های جهت‌دار هستند که در فرکانس مایکروویو و بالاتر مورد استفاده قرار می‌گیرند. آن‌ها از یک آنتن دوقطبی کوچک یا حلقه تغذیهٔ آنتن در داخل یک ساختار راهنمای سه بعدی بزرگ در مقایسه با طول موج با دیافراگمی برای انتشار امواج رادیویی تشکیل شده‌اند. از آنجایی که خود ساختار آنتن ناتشدیدی است، می‌توان با تعویض یا تنظیم تغذیه آنتن، از طیف وسیعی از فرکانس استفاده کرد.